# Виктория Фьодоровна
Вижте пояснителната страница за други личности с името Виктория.
Виктория Мелита фон Сакс-Кобург и Гота (на немски: Victoria Melita von Sachsen-Coburg und Gotha, Ducky, VA) е британска принцеса – член на британското кралско семейство, велика херцогиня на Хесен-Дармщат (1894 – 1901), като съпруга на великия херцог Ернст Лудвиг фон Хесен-Дармщат, и велика руска княгиня, като съпруга на великия руски княз Кирил Владимирович. В началото на 20 век Виктория скандализира аристократичните среди в Европа с развода и втория си брак.

## Ранни години
Родена е на 25 ноември 1876 в двореца „Сан Антонио“, Малта, като принцеса Виктория-Мелита Единбургска. Дъщеря е на единбургския херцог Алфред и на великата руска княгиня Мария Александровна. Така по рождение Виктория се оказва член на двете най-могъщи аристократични фамилии в тогавашния свят – на британското кралско семейство и на руското императорско семейство. По бащина линия тя е внучка на британската кралица Виктория, а по майчина линия – на руския император Александър II. Освен това Виктория е и по-малка сестра на румънската кралица Мария.
През 1893 г. бащата на Виктория наследява херцожеската титла на германското княжество Сакс-Кобург-Гота, след като брат му – принцът на Уелс и бъдещ крал Едуард VII, се отказва от нея. Така семейството на Виктория се премества в новите си германски владения.
През 1891 г. Виктория посещава Русия по случай погребението на вуйна ѝ – великата княгиня Александра Георгиевна. Тогава Виктория се запознава с първия си братовчед – великия княз Кирил Владимирович. Двамата се влюбват, но майката на Виктория категорично се противопоставя на каквито и да е планове за женитба поради факта, че в православна Русия бракът между толкова близки роднини е неприемлив.

## Велика херцогиня
Скоро след като сестрата на Виктория – Мария, се омъжва за румънския кронпринц Фердинанд, кралица Виктория забелязва, че внучка ѝ Виктория поддържа добри отношения с друг свой първи братовчед – великия хесенски херцог Лудвиг – син на принцеса Алис, която е втора дъщеря на кралица Виктория. Така у британската кралица се заражда идеята за бъдещ брак между двамата ѝ внуци. Първоначално принцеса Виктория и Ернст Лудвиг фон Хесен (1868 – 1937) категорично отказват, но натискът на роднините им най-накрая дава резултат и на 9 април 1894 двамата се женят в замъка „Еренбург“ в Кобург. След сватбата Виктория-Мелита получава титлата Велика херцогиня на Хесен. Великият херцог и великата херцогиня имат едно дете – принцеса Елизабет Хесенска (1895 – 1903).
Бракът между Виктория и Ернст Лудвиг се оказва един голям провал. Виктория страда от факта, че съпругът ѝ не изпитва нищо към нея. Същевременно дъщеря ѝ израства отчуждена от майка си и силно привързана към баща си, който ѝ отделя повече време. В същото време великата херцогиня игнорира официалните си задължения, отказвайки да отговаря на писма и да поддържа отношения с официални лица, чиято компания я отегчава. Така отношенията между двамата съпрузи се обтягат и често прерастват в шумни скандали, придружени с физическо насилие. По време на кавгите Виктория крещи, хвърля чаени подноси, чупи яростно порцеланови съдове и замеря Ернст Лудвиг с всичко, което ѝ попадне подръка. Междувременно страстта на Виктория-Мелита към великия княз Кирил Владимирович става все по-силна. Двамата се срещат отново по време на коронацията на цар Николай II.
Поредният удар в брака на Виктория и Ернст се случва през 1897 г., когато, завръщайки се от едно посещение при сестра си Мария в Румъния, Виктория-Мелита заварва съпруга си в леглото заедно с друг мъж – прислужник от домакинството. Очевидно бракът на Виктория и Ернст се разпада, но пречка за развода им се оказва кралица Виктория, която отказва да даде съгласието си за това, заради дъщеря им Елизабет. Едва след смъртта на британската кралица през 1901 г., Виктория и Ернст Лудвиг правят официални постъпки за развод. Бракът им е разтрогнат с решение на Върховния съд на Хесен от 21 декември 1901 г.

## След развода
След развода Виктория се премества при майка си, която живее на Френската Ревиера. Бившите съпрузи си поделят попечителството върху Елизабет, която прекарва по шест месеца през годината при всеки от двамата родители. Отношенията между майка и дъщеря обаче са трудни, тъй като Елизабет обвинява майка си за развода на родителите си.
През 1903 г. дъщерята на Виктория-Мелита и Ернст Лудвиг се разболява от тиф, докато гостува на руското императорско семейство в Полша. Лекарите съветват императрицата да уведоми бившата си снаха за болестта на детето, колкото е възможно по-бързо, но Александра Фьодоровна закъснява в изпращането на телеграмата. Виктория получава последната телеграма, уведомяваща я за смъртта на детето, докато се приготвя за пътуването си за Полша.

## Брак с Кирил Владимирович
След развода на Виктория и Ернст, сестрата на великия херцог – императрица Александра Фьодоровна, убеждава цар Николай II да изпрати великия княз Кирил Владимирович далеч на изток, за да предотврати по-нататъшно задълбочаване на връзката между великия княз и Виктория. Великият княз взема участие във войната срещу Япония от 1904 г. и оцелява след ожесточената японска атака над руския флот, завръщайки се в Москва като герой. Най-накрая царят позволява на Кирил Владимирович да напусне страната и да замине за Кобург, за да бъде с Виктория.
Кирил Владимирович и Виктория-Мелита се женят на 8 октомври 1905 г. в Тегернзе. На скромната церемония присъстват само няколко души. Малко след това следва и официалната реакция на Петербург – царят лишава великия княз от всички имперски почести и слага край на военната му кариера в руския флот. От страна на императрицата идва категоричен отказ да приеме великия княз и съпругата му в руския двор.
След сватбата Виктория и Кирил Владимирович се установяват в Париж, където Кирил купува къща на Шанз-Елизе, в която двойката живее със средства, изпращани от родителите им. През 1907 г. Виктория-Мелита решава да приеме православната вяра и името Виктория Фьодоровна. Същата година се ражда първата им дъщеря – Мария Кириловна. През 1909 г. се ражда и второто им дете – Кира Кириловна.

## Велика руска княгиня
Цар Николай II е принуден да реабилитира великия княз Кирил Владимирович, след като поредица от трагични смъртни случаи в семейството на Романови, поставят великия княз на трето място в линията на унаследяване на руския престол. Кирил и Виктория са поканени в Русия, където Виктория получава титлата Велика руска княгиня. Великата руска княгиня бързо става неразделна част от разкошните балове и вечери, на които е обкръжена от каймака на петербургското общество.
По време на Първата световна война Виктория Фьодоровна работи като милосърдна сестра на Червения кръст и организира мобилна болница. Кирил и Виктория споделят и отвращението на роднините си от странната привързаност на царя и царицата към старика Григорий Распутин. След убийството на Распутин през 1916 г. Виктория Фьодоровна и Кирил Владимирович заедно с други роднини подписват писмо молба до царя за снизхождение към великия княз Дмитрий Павлович, който е замесен в убийството. Царят не показва милост, но няколко месеца по-късно самият той е принуден да абдикира от престола. По време на Февруарската революция (1917) великият княз Кирил отвежда моряците от своята част пред Руската дума и се заклева във вярност пред Думата, опитвайки се да сложи край на безредието и да спаси монархията. Въпреки упреците от страна на други роднини, Виктория Фьодоровна подкрепя безусловно действията на съпруга си. Тя също изпитва и симпатии към хората, желаещи реформиране на управлението.
Надеждите на Виктория и Кирил не се сбъдват и семейството е принудено да отплава за Финландия, откъдето да отпътува за Кобург, Германия. Властите не възпрепятстват заминаването им, преценявайки, че семейството на Виктория Фьодоровна не може да им бъде полезно с нищо. Пришили семейните бижута към вътрешната страна на дрехите си, надявайки се, че граничарите няма да ги претърсят, цялото семейство на Виктория се качва безпрепятствено на влак за Финландия. Там през август 1917 г. четиридесетгодишната Виктория Фьодоровна ражда сина си – великия княз Владимир Кирилович, който един ден ще застане начело на династията на Романови в изгнание. Виктория и семейството ѝ остават във Финландия, надявайки се, че бялата армия ще установи контрол над цяла Русия. Положението им във Финландия обаче е тежко и Виктория Фьодоровна е принудена да пише на братовчедка си Маргарет – кронпринцесата на Швеция, да ѝ изпрати бебешка храна, с която да храни малкия Владимир. В същото време Виктория се отчуждава от роднините си в Англия, чувствайки, че не са направили необходимото, за да помогнат на Романови. Виктория апелира и към братовчед си крал Джордж V да изпрати кораби срещу болшевиките в Русия. Англия изпраща подкрепления на бялата армия, но британците не се решават на сериозни действия срещу Петербург в момент, в който те биха допринесли за разгрома на болшевиките.
Семейството на Виктория успява да емигрира в Германия, където се установява в Кобург. Докато живее в Германия, Виктория проявява интерес към Нацистката партия главно поради нейните антиболшевишки възгледи и надеждата, че новото движение ще помогне за връщането на монархията в Русия. Поради това Виктория Фьодоровна и Кирил Владимирович посещават събрание на нацистите в Кобург през 1922 г. През цялото време в изгнание Виктория Фьодоровна подхранва надеждите на съпруга си за реставрация на руската монархия. През 1924 г. Кирил Владимирович се провъзгласява за император всерусийски Кирил I. През 1924 г. Виктория Фьодоровна пристига в САЩ, за да търси подкрепа за каузата на династията, но не намира положителен отзив от американската общественост, обзета по това време от духа на изолационизма. Това обаче не обезсърчава великата княгиня, която продължава да подкрепя съпруга си и едновременно с това продава свои произведения на изкуството, за да издържа семейството, което през 1927 г. се премества във френския курорт Сен Бриа сюр Мер.
Постепенно Виктория започва да възлага големи надежди за бъдещето на династията върху сина си Владимир, който пораствайки проявява изключителни прилики с прадядо си цар Александър II. Тя отказва да пусне Владимир на училище, страхувайки се за неговата безопасност и настоявайки той да бъде възпитан като бъдещ цар. Поради тази причина тя наема частни възпитатели за сина си.
В Сен Бриа сюр Мер Виктория отваря свое арт студио, в което помага и дъщеря ѝ Кира, която споделя склонността на майка си към изкуството. Популярно място за туризъм, Сен Бриа сюр Мер често е посещавано от богати британци и французи, с много от които Виктория Фьодоровна установява приятелски контакти. Великата княгиня обича да организира аматьорски театрални представления за своите гости, сред които и „Спящата красавица“, в чиято подготовка взима участие и един руски преподавател по балет от местната руска имигрантска общност. В града обаче започва да се носи мълвата, че Кирил Владимирович посещава често Париж по „деликатни въпроси“. Посветила живота на съпруга си, през 1933 г. Виктория Фьодоровна преживява голям шок, след като узнава за изневерите му. Въпреки че Виктория запазва външно самообладание заради децата си, тя не успява да прости на съпруга. През февруари 1936 г., малко след като се завръща от кръщенето на внучка си в Аморбах, Германия, великата княгиня получава сърдечен удар и умира на 2 март 1935 г., заобиколена от приятели и роднини, в това число и най-близката ѝ сестра – румънската кралица Мария. Погребана е в семейната гробница на Кобургите в Розенау, Кобург, Германия. На 7 март 1955 г. останките на Мария Фьодоровна са пренесени в мавзолея на Петропавлоската крепост в Петербург.